# Liste der Monuments historiques in Saint-Philibert (Morbihan)
Die Liste der Monuments historiques in Saint-Philibert (Morbihan) führt die Monuments historiques in der französischen Gemeinde Saint-Philibert auf.

## Liste der Bauwerke
| Bezeichnung                      | Beschreibung | Standort                   | Kennzeichnung | Schutzstatus | Datum | Bild |
| -------------------------------- | ------------ | -------------------------- | ------------- | ------------ | ----- | ---- |
| Dolmen von Kermané               |              | Le Magouëro Kermané (Lage) | PA00091702    | Classé       | 1927  |      |
| Dolmen von Kervehennec           |              | Le Petit Kerambel (Lage)   | PA00091703    | Classé       | 1927  |      |
| Dolmen von Kerran                |              | Kerran (Lage)              | PA00091704    | Classé       | 1927  |      |
| Menhir von Men-Milene-de-Pourhos |              | Kerangoff (Lage)           | PA00091705    | Classé       | 1927  |      |

## Liste der Objekte
- Monuments historiques (Objekte) in Saint-Philibert (Morbihan) in der Base Palissy des französischen Kultusministeriums